# Musée d’art et de culture soufis MTO
Das Musée d’Art et de Culture Soufis MTO (MACS MTO) ist das weltweit erste Museum, das dem Sufismus gewidmet ist. Es befindet sich in Chatou, Île-de-France  und wurde im September 2024 eröffnet.
Das Projekt des Museums wurde von MTO Shahmaghsoudi, der Schule des Islamischen Sufismus, einer internationalen gemeinnützigen Organisation, initiiert. Das Museum befindet sich in einem Herrenhaus aus dem 19. Jahrhundert mit Blick auf die Seine und einem eigenen Garten. Es beherbergt sowohl eine wechselnde Dauerausstellung als auch temporäre Ausstellungen.

## Geschichte und Zielsetzung
Das MACS MTO Museum ist das Ergebnis eines über zehn Jahre andauernden Projekts. Das Akronym steht für Museum für Sufi-Kunst und -Kultur MTO.
Während seine Konzeption bis in die 1970er Jahre zurückreicht, wurde es offiziell am 28. September 2024 eröffnet. Die internationale Sufi-Schule MTO Shahmaghsoudi, die das Gelände in den frühen 2010er Jahren erwarb, initiierte und unterstützte das Projekt. Nach Abschluss der Renovierungsarbeiten lud das Museum im Jahr 2019 die Nachbarschaft sowie die Bewohner der Stadt Chatou zu einem Tag der offenen Tür mit einer Führung ein, um die Räumlichkeiten in einem inoffiziellen Rahmen kennenzulernen. Zudem fand 2023 anlässlich des European Heritage Days, eine weitere Vorab-Veranstaltung im Museumsgarten statt, während die Museumsprogramme und Ausstellungen noch in Planung waren. Die Institution versteht sich als ein Ort des kulturellen Austauschs und nicht als Stätte des Gottesdienstes oder der religiösen Unterweisung. „Das Museum fördert, wenn auch in einem begrenzten Rahmen, den interreligiösen Dialog, indem es ein Verständnis für die Geschichte dieser Strömung des Islam vermittelt“, erklärt Éric Delpont, Leiter des Institut du monde arabe und Mitglied des wissenschaftlichen Rats dieses Sufi-Museums.
Das Museum befindet sich in einem Herrenhaus aus dem 19. Jahrhundert, das während des Zweiten Französischen Kaiserreichs erbaut wurde. Es liegt am Ufer der Seine, in der Nähe der Île des Impressionnistes  und des Maison Fournaise und ist von einem Garten umgeben. Das private Anwesen wurde originalgetreu restauriert, wobei ein neuer Eingangspavillon hinzugefügt wurde, um die Empfangseinrichtungen des Museums unterzubringen. Nach der Renovierung erhielt das Museum zwei LEED-Silber Zertifikate, eines für das Hauptgebäude und den Garten und ein weiteres für den Empfangspavillon.

## Dauerausstellung

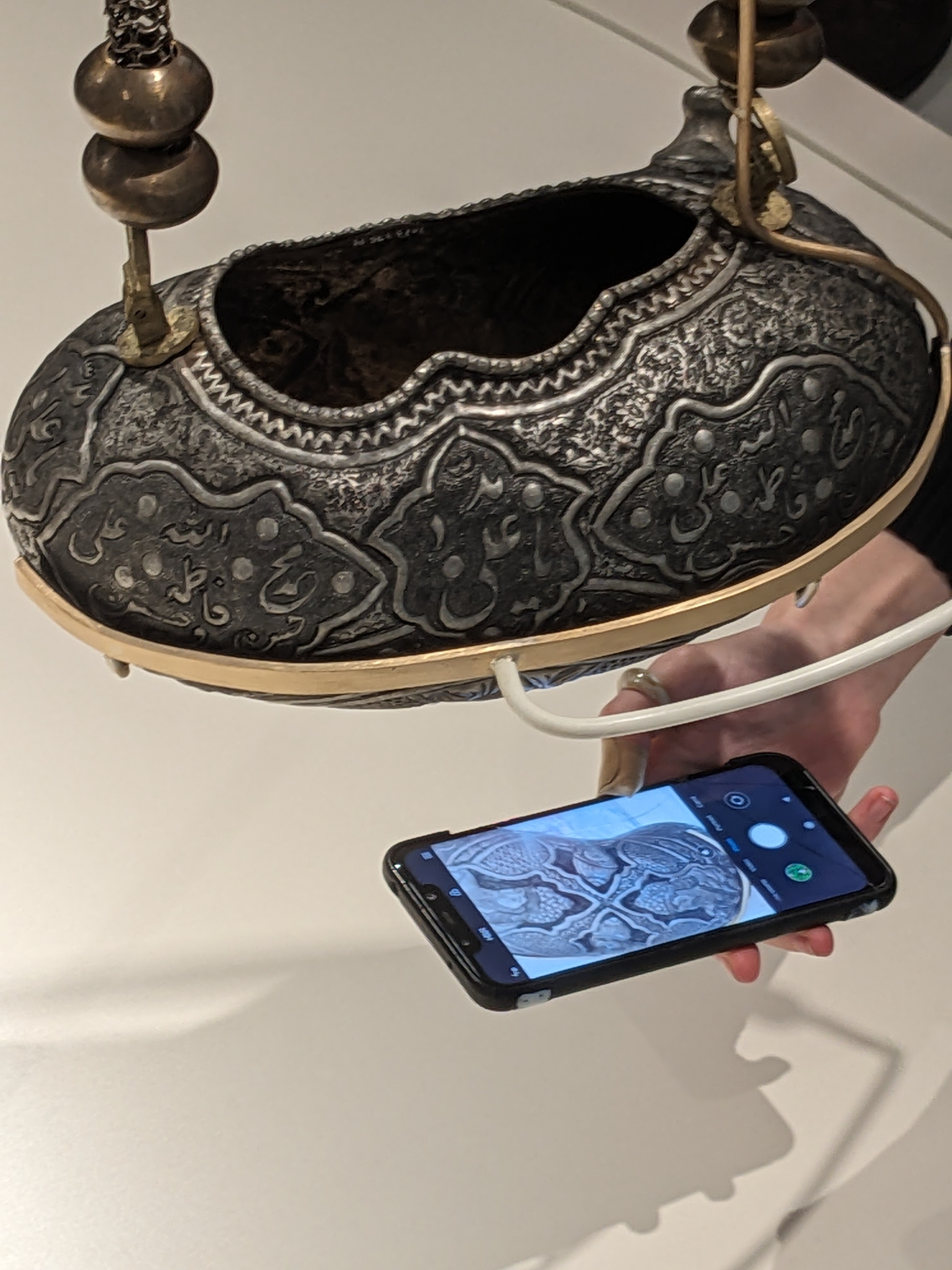
kashkul

Die permanente Sammlung des Museums umfasst rund 300 Exponate, Artefakte und Kunstwerke, die sich mit der Geschichte und Kultur des Sufismus beschäftigen – etwa aus den Bereichen Musik und Kalligraphie. Diese werden auf zwei oder drei Etagen über eine Fläche von ca. 600 m² präsentiert. Obwohl die Wurzeln des Sufismus bis in die Zeit des Propheten Mohammed zurückreichen, stammen die meisten der ausgestellten Objekte aus dem 19. und 20. Jahrhundert, und einige aus der Zeit des Achämenidenreichs.
Zu den Exponaten gehören unter anderem: Sufi-Kashkuls18 (Almosenschalen), Tabar Zins, Silsilas, Chirqas, Skulpturen, Teppiche, Mihrābs und Gehstöcke. Ein Beispiel für Exponate, die die Sufi-Kultur darstellen, sind die Kashkuls: „Ursprünglich als Tragebehälter genutzt, dienen sie heute als Dekorationsgegenstände.“
Eine Besonderheit des Museums stellt ein Hologramm von Hazrat Shah Maghsoud Sadegh Angha dar, einem iranischen Sufi-Meister, Dichter und Gelehrten, der 1980 verstarb. Das Hologramm zeigt Hazrat Shah Maghsoud Sadegh Angha in seiner Bibliothek, während er über den Sufismus spricht. Dabei werden authentische Elemente, wie seine aufgezeichnete Stimme, mit modernen kreativen Elementen kombiniert. Die Idee für das Museum wurde erstmals in den 1970er 28 Jahren von Hazrat Shah Maghsoud ins Leben gerufen.
Der Garten wurde neu gestaltet und orientiert sich in seiner Gestaltung und Bepflanzung an persischen und französischen Gartentraditionen. Im Zentrum  befindet sich ein monumentaler Brunnen in Form eines achtzackigen Sterns. Obwohl der Garten erst vor Kurzem angelegt wurde,entwickelt er sich allmählich zu einem „Labyrinth aus Rosen und Jasmin“.

## Temporäre Ausstellungen
Das Museum versteht sich als Ort des Dialogs zwischen den Prinzipien des Sufismus und der zeitgenössischen Kunst und Kultur. „Wir wollten kein Museum erschaffen, das sich ausschließlich mit der Geschichte und den sozialen Aspekten des Sufismus befasst, sondern Kunst und Kultur in ihrer Tiefe erkunden – im Austausch mit anderen Disziplinen, insbesondere mit der zeitgenössischen Kunst“, erklärt Claire Sahar Bay, Gründungsmitglied und Vorstandsvorsitzende des Museums. Geplant sind jährlich zwei Wechselausstellungen, die von Konferenzen und Workshops begleitet werden. Zudem bietet das Museum ab 2025 nach vorheriger Anmeldung Zugang zu einer Forschungsbibliothek.
Der kuratorische Ansatz des Museums verbindet historische Artefakte mit zeitgenössischen Kunstinstallationen. Dies zeigt sich beispielsweise in den Mixed-Media-Werken von Bianca Bondi29 und den Spiegelmosaiken von Monir Shahroudy Farmanfarmaian30, die einen Dialog zwischen traditioneller Sufi-Spiritualität und moderner künstlerischer Ausdrucksform schaffen.
Die erste temporäre Ausstellung mit dem Titel „Un ciel intérieur“ präsentiert sieben internationale Künstlerinnen und Künstler aus dem späten. und frühen 21. Jahrhundert: den marokkanischen Künstler Younes Rahmoun, die thailändische Künstlerin Pinaree Sanpitak, die französisch-amerikanische Künstlerin Seffa Klein (Enkelin von Yves Klein), den simbabwischen Künstler Troy Makaza, die französisch-beninische Künstlerin Chloe Quenum, die südafrikanische Bianca Bondi und die Iranerin Monir Shahroudy Farmanfarmaian. Der Ausstellungstitel ist inspiriert von Henry Corbin „Un ciel intérieur“ und verweist auf die „die innere Reise des Sufi“. Diese erste Ausstellung endete am 6. April 2025.

## Nachweise
1. 1 2  Suzanne Krause: Erstes Sufi-Museum. Einblicke in eine mystische Welt. In: Deutschlandfunk. Abgerufen am 1. November 2024.
2. 1 2  Y-Jean Mun-Delsalle: A Museum Dedicated To Sufi Art And Culture Opens Near Paris. In: Forbes. 1. Januar 2025 (englisch, forbes.com).
3. ↑  Sébastien Birden: Chatou : le musée du soufisme entrouvre ses portes. In: Le Parisien. 3. Januar 2019 (französisch, leparisien.fr).
4. ↑  En attendant son ouverture officielle en septembre 2024, le Musée d’Art et de Culture Soufis MTO a ouvert ses portes exceptionnellement les 16 et 17. In: Facebook. MACS MTO (französisch).
5. ↑  Pierre Sautreuil: Le musée du soufisme va ouvrir ses portes à Chatou. In: La Croix. 6. Januar 2019 (französisch, la-croix.com).
6. ↑  Malika Bauwens: On a visité l’envoûtant musée d’Art et de Culture soufis qui vient juste d’ouvrir près de Paris. In: Beaux Arts Magazine. 4. Oktober 2024 (französisch, beauxarts.com).
7. ↑  Musee d'Art et de Culture Soufis MTO. In: U.S. Green Building Council. (englisch).
8. ↑  Saeed Kamali Dehghan:  Mansion of mysticism: Paris opens glittering home to Sufi art and beliefs In: The Guardian, 4. Oktober 2024 (englisch).
9. 1 2 3  Lianne Kolirin:  Sufi museum opens in Paris with a hologram lecture from leader who died in 1980 In: Religion Media Centre, 7. Oktober 2024 (englisch).
10. ↑  Roxana Azimi:  L'Islam ouvre son horizon dans les lieux culturels In: Le Monde, 28. September 2024 (französisch).
11. ↑  Susan Babaie:  Musée d'Art et de Culture Soufis MTO (MACS MTO) In: The Burlington Magazine, Dezember 2024, S. 1263 (englisch).
12. ↑  Alexandra Baudelot: Un ciel intérieur (catalogue de l'exposition inaugurale du MACS MTO). 2024, S. 5 (französisch).
13. ↑  Paris Welcomes First Sufi Art Museum This Autumn, Featuring works by Pinaree Sanpitak. In: Ames Yavuz. 25. September 2024 (englisch).